# Шипуновская
Шипуновская — деревня в Шенкурском районе Архангельской области, центр муниципального образования Никольское.
День деревни празднуется 24 июля с развлечениями для детей, концертом, торговыми рядами, вечерними гуляниями.

## География
Расположена в 5 км западнее города Шенкурск на западном берегу озера Еропульское. Через деревню проходит автомобильная дорога федерального значения М8 «Холмогоры».
Часовой пояс
Шипуновская, как и вся Архангельская область, находится в часовой зоне МСК (московское время). Смещение применяемого времени относительно UTC составляет +3:00.

## Население
| 2002 | 2010 | 2012 |
| ---- | ---- | ---- |
| 588  | ↘531 | ↗609 |

## История
Указана в «Списке населённых мест по сведениям 1859 года» в составе Шенкурского уезда(2-го стана) Архангельской губернии под номером «2355» как «Щипуновская». Насчитывала 11 дворов, 31 жителя мужского пола и 54 женского.
В «Списке населенных мест Архангельской губернии к 1905 году» деревня Щипуновская(Шангино) насчитывает 20 дворов, 68 мужчин и 64 женщины. В административном отношении деревня входила в состав Николаевского сельского общества Великониколаевской волости.
На 1 мая 1922 года в поселении 25 дворов, 56 мужчин и 85 женщин.